# Friaucourt
Friaucourt ist eine nordfranzösische Gemeinde mit 692 Einwohnern (Stand 1. Januar 2022) im Département Somme in der Region Hauts-de-France. Die Gemeinde liegt im Arrondissement Abbeville und ist Teil des Kantons Friville-Escarbotin.

## Geographie
Die mit dem östlich gelegenen Allenay zusammengewachsene Gemeinde am Rand der Hochfläche des Vimeu liegt rund zweieinhalb Kilometer südöstlich von Ault. Sie grenzt im Westen unmittelbar an Ault, im Süden mit dem Weiler La Solette an die Nachbargemeinde Saint-Quentin-la-Motte-Croix-au-Bailly. Das Gemeindegebiet liegt innerhalb des Regionalen Naturparks Baie de Somme Picardie Maritime, die Gemeinde ist diesem bei der Gründung im Jahr 2020 jedoch nicht beigetreten.
| 1962 | 1968 | 1975 | 1982 | 1990 | 1999 | 2006 | 2011 |
| ---- | ---- | ---- | ---- | ---- | ---- | ---- | ---- |
| 601  | 605  | 696  | 761  | 708  | 669  | 702  | 739  |

## Verwaltung
Bürgermeister (maire) ist seit 1995 Guy Depoilly.

## Sehenswürdigkeiten

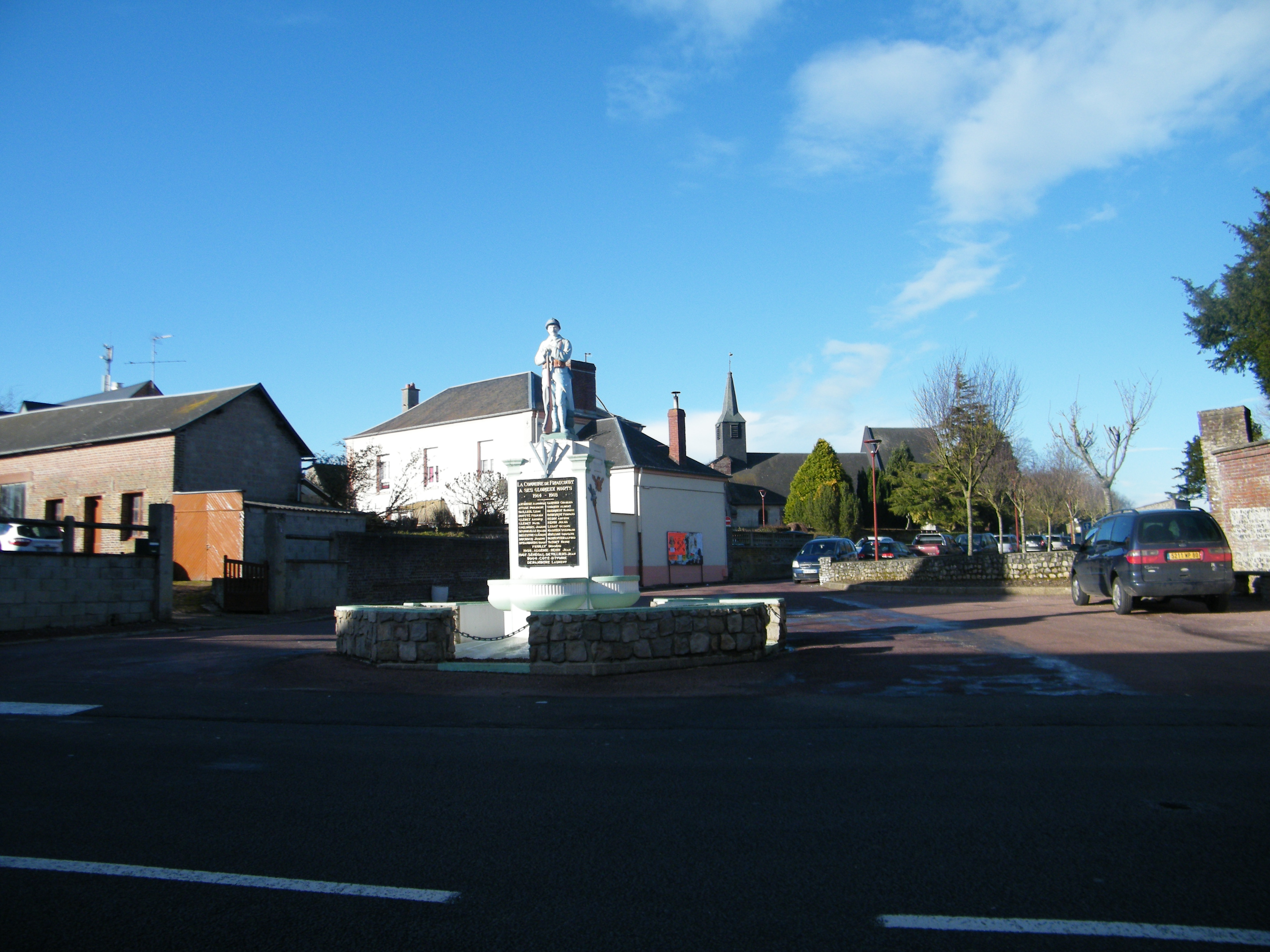
Kriegerdenkmal

- Kirche Notre-Dame-de-la-Nativité[1]
- Kriegerdenkmal